# Sedum sorgerae
Sedum sorgerae är en fetbladsväxtart som beskrevs av Kit Tan och Chamberlain. Sedum sorgerae ingår i Fetknoppssläktet som ingår i familjen fetbladsväxter. Inga underarter finns listade i Catalogue of Life.